# Obscura (gruppo musicale)
Gli Obscura sono un gruppo death metal originario di Monaco di Baviera. Il sound del gruppo teutonico alterna parti molto tecniche e veloci ad altre più lente e progressive con elementi di musica classica ed influenze musicali che vanno dal jazz, al fusion al death melodico al black metal. I testi del gruppo riguardano lo spazio e la filosofia tedesca.
Il loro nome deriva dal titolo dell'acclamatissimo terzo album dei Gorguts.

## Storia del gruppo

### Gli inizi
La band venne formata nel 2002 dal chitarrista Steffen Kummerer e dal batterista Jonas Baumgartl sotto il nome di Illegimitation, titolo che diedero al loro primo demo, dopo di ché diventarono gli "Obscura" con l'entrata in pianta stabile di Martin Ketzer alla voce e al basso e Armin Seitz alla chitarra. Già da questa registrazione del 2003 al missaggio figura V. Santura.

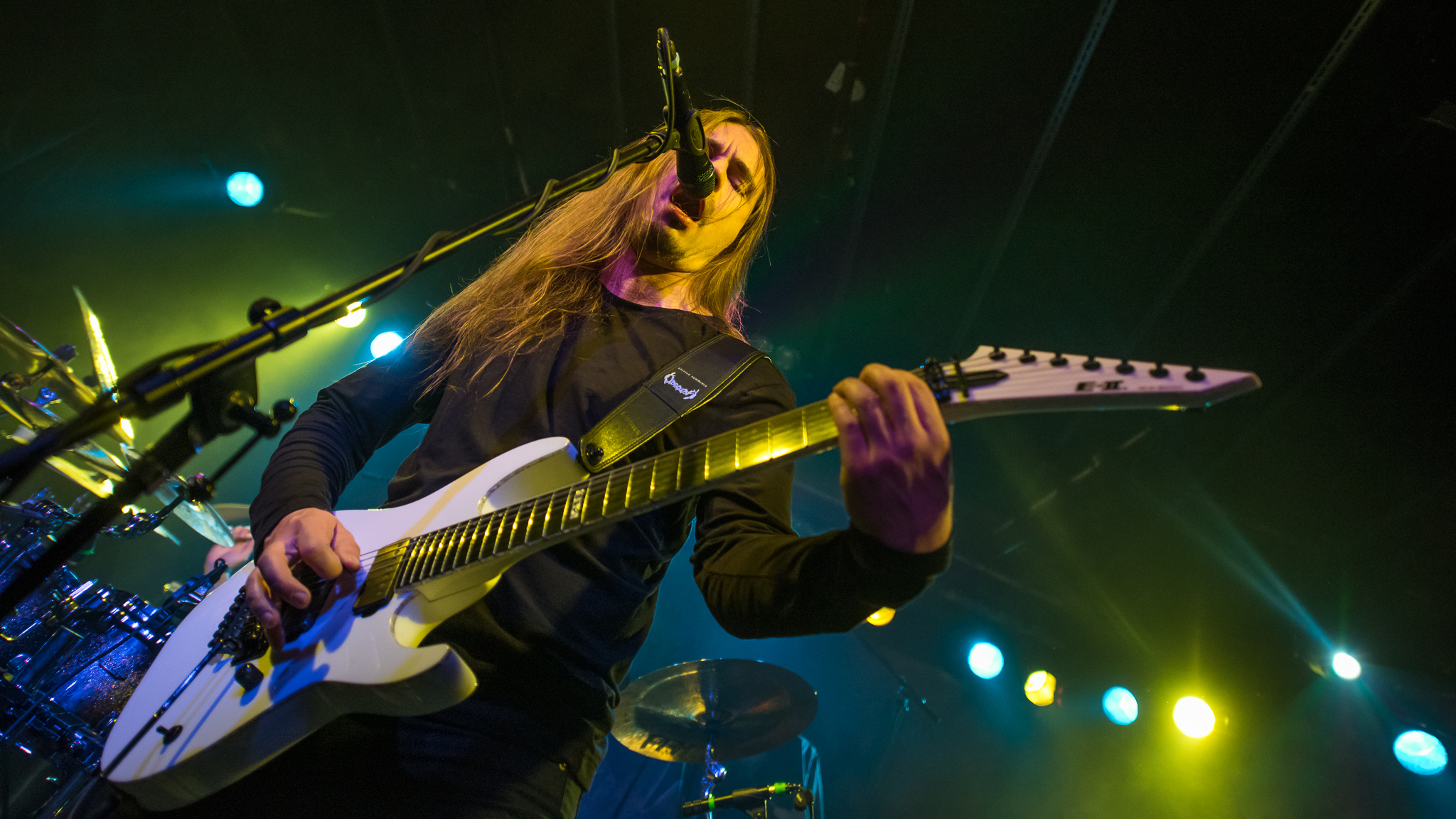
Steffen Kummerer

Dopo vari cambi di formazione, al duo iniziale si aggiunsero JoeC (vero nome Jonas Fischer) al basso e Markus Lempsch alla chitarra.

### Retribution
Nel 2004, il gruppo registrò "autoproducendosi" il primo album Retribution che, venne pubblicato nel 2006 dalla Vots Records e, presenta un death metal già tecnico ma ancora ancorato al passato.

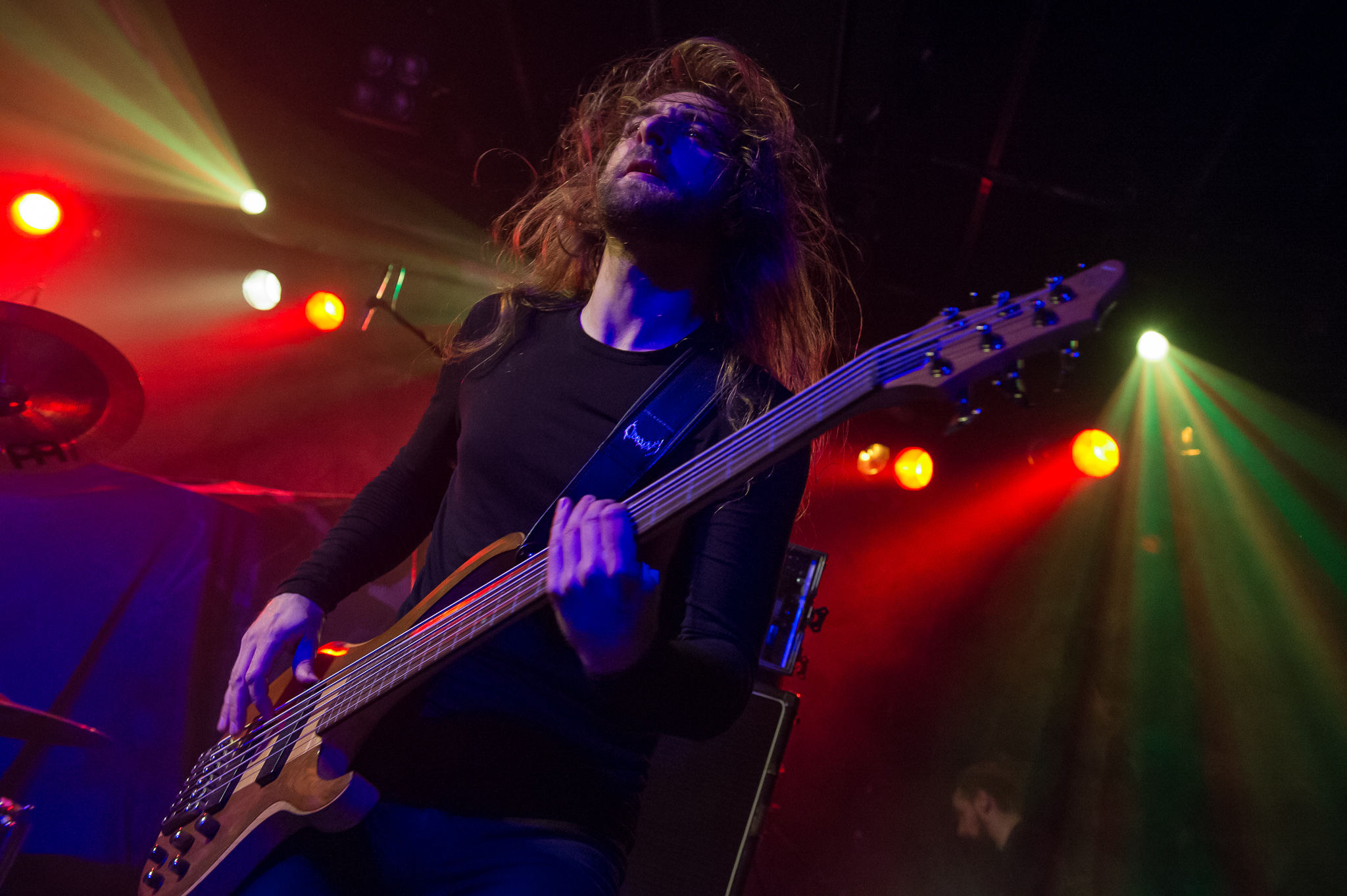
Linus Klausenitzer

### Cosmogenesis
Dopodiché, il leader Steffen Kummerer arruolò un nuovo gruppo di musicisti virtuosi e di alto livello. Quindi, verso la fine del 2007 a lui si aggiunsero il batterista Hannes Grossmann (ex-Necrophagist) e il bassista fretless olandese Jeroen Paul Thesseling. All'inizio del 2008, inoltre, si aggiunse un nuovo membro come secondo chitarrista: Christian Muenzner, anch'esso ex-Necrophagist.
Con questa formazione gli Obscura registrarono un demo intitolato Promo 2008, con diverse anticipazioni riguardo al loro secondo album.

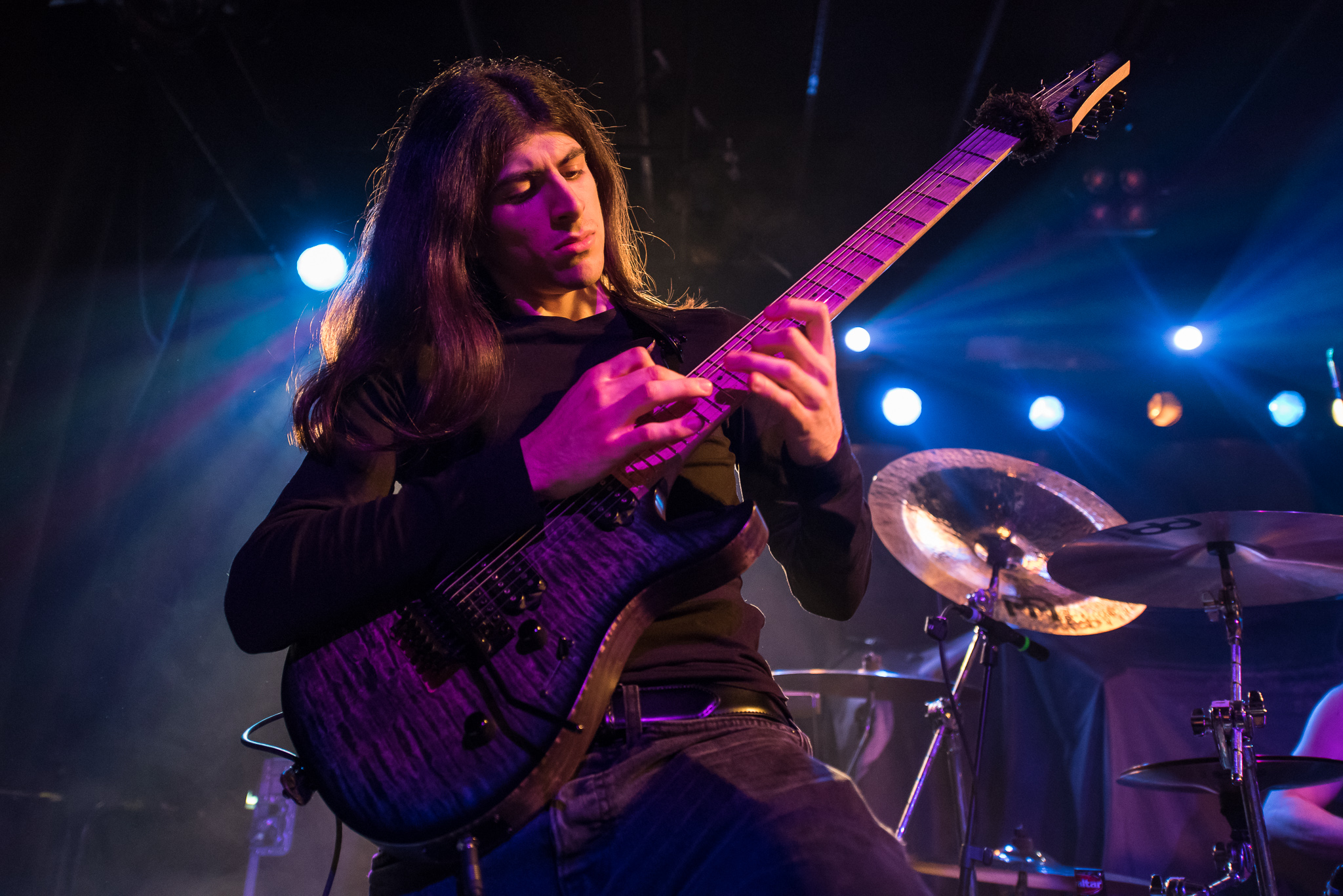
Rafael Trujillo

Agli inizi del 2009 la Relapse Records pubblicò Cosmogenesis che, presenta un death metal molto tecnico con influenze jazz e delle derivazioni progressive death metal.

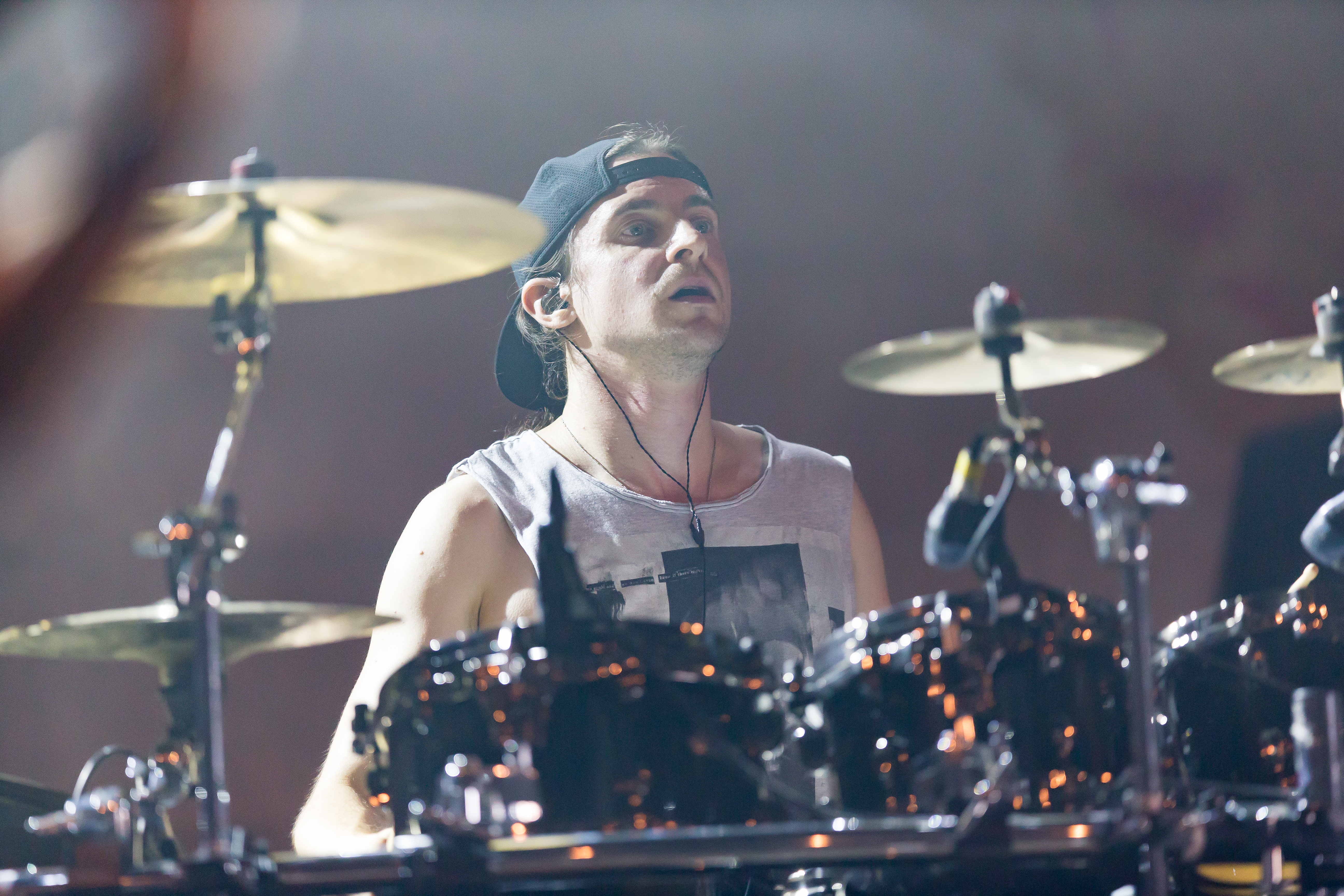
Sebastian Lanser

Da questo album, inizia il sodalizio con il disegnatore Orion Landau.

### Ristampa diRetribution
Visto il discreto successo ottenuto con il precedente platter la loro casa discografica decise, un anno dopo, di rimasterizzare e ripubblicare, con una nuova copertina (creando un tema collegabile alle pubblicazioni passate e future), il loro album di debutto Retribution, con diverse cover registrate nel 2006 come bonus track.

### Omnivium
Nel luglio del 2010 gli Obscura entrano in studio per registrare il loro terzo album. Anche stavolta il produttore scelto è Victor Bullok, meglio noto come V. Santura (chitarrista di Dark Fortress, Noneuclid e Triptykon).
Intitolato Omnivium, prosegue il discorso musicale già avviato nel precedente album aprendosi a soluzioni più ariose e quindi progressive metal.

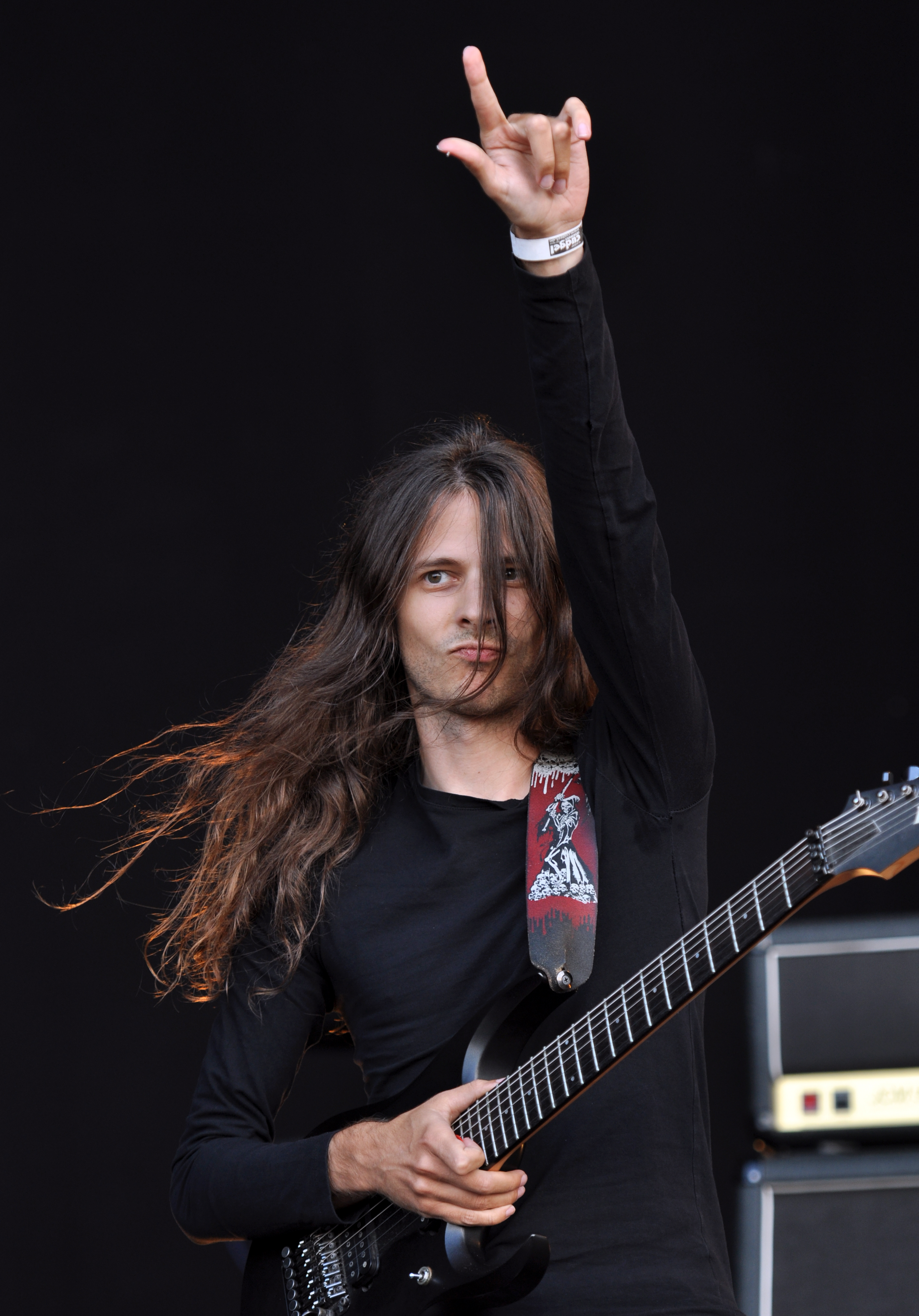
L'ex-chitarrista Christian Muenzner

Viene pubblicato dalla Relapse Records il 29 marzo 2011.

### Illegimitation
Dopo la fuoriuscita dalla band del celebre bassista Jeroen Paul Thesseling, venne reclutato Linus Klausenitzer per registrare tre cover da includere nella compilation Illegimitation.
Composta, inoltre, dal primo demo (intitolato appunto Illegimitation) e da tre tracce risalenti alla pre-produzione dell'album Cosmogenesis.
Pubblicata grazie al crowdfunding il 1 marzo del 2012 tramite la Voice of the Soul Records.
Anche stavolta, l'artwork dell'album venne affidato al disegnatore Orion Landau.

### Akróasis
Con una formazione totalmente rivoluzionata, rispetto al precedente album, la band entra in studio per registrare il quarto album: Akróasis.
Anticipato dal videoclip, recante lo stesso titolo dell'album, viene pubblicato dalla Relapse Records il 5 febbraio 2016.

### Diluvium
Nel bel mezzo dell'estate del 2018 viene pubblicato Diluvium. Come da consuetudine la produzione e la grafica sono stati curati dagli stessi personaggi di sempre, così come è sempre la Relapse ad occuparsi di promuovere e pubblicare l'album.

### Il presente
Verso il finire del 2019 la band firma un contratto con la celebre etichetta tedesca Nuclear Blast e, all'inizio dell'anno successivo, annunciano di essere al lavoro sul sesto album in studio prevedendo le registrazioni per la prossima estate. Il 22 aprile del 2020 viene, invece, comunicato che: il chitarrista Rafael Trujillo, il bassista Linus Klausenitzer e il batterista Sebastian Lanser lasciano la band.. Il 27 maggio viene annunciato che Christian Münzner è tornato nel gruppo. Questo avviene dopo l'ingresso in formazione del batterista David Diepold e del rientro di Jeroen Paul Thesseling, avvenuto in data 29 aprile. Al momento gli Obscura si trovano nella fase di pre-produzione del nuovo disco.

## Stile ed influenze
Agli inizi il sound della band era un semplice e classico death metal d'impatto. Con i cambi di formazione e la pubblicazione di Cosmogenesis, la proposta musicale degli Obscura subì grandi modifiche: a partire dalle linee di basso create dal bassista fretless Jeroen Paul Thesseling che, non si limita a fare da accompagnamento all'intera composizione ma, intreccia vari assoli e fill sotto i riff di chitarra.
Anche il modo di cantare di Kummerer è cambiato: da un semplice growl si è passati ad un possente scream e ad una voce pulita (a volte "effettata") che fa da accompagnamento ai vari riff acustici.
Nel periodo di maggiore evoluzione, Grossmann e Muenzner (entrambi ex componenti dei Necrophagist) hanno dato il loro contributo alla modifica del sound del gruppo aggiungendo un'elevata dose tecnica e un certo stile neoclassico agli assoli di chitarra.
Il leader stesso della band Steffen Kummerer ha affermato che la band, all'inizio, era molto influenzata tecnicamente da band come Atheist, Pestilence, Death e Cynic. Mentre, per le loro melodie si sono ispirati agli Emperor, ai Dissection e ai Dream Theater. Ma, che nel loro background, rientrano anche gruppi come Rush, Nevermore, Symphony X. E, che possono trarre ispirazione anche da altri tipi di musica per dare una direzione fresca e differente alle loro composizioni. Dice, inoltre, che la band si ispira a vari compositori di musica classica come Bach, Mozart, Beethoven e Stravinskij.

## Formazione

### Formazione attuale
- Steffen Kummerer - chitarra (2002-presente), voce (2004-presente)
- Kevin Olasz – chitarra (2024-presente)
- Robin Zielhorst – basso (2024-presente)
- James Stewart – batteria (2024-presente)

### Ex componenti
- Jonas Baumgartl - batteria (2002-2007)
- Martin Ketzer - voce (2002-2004), basso (2002-2004)
- Armin Seitz - chitarra (2002-2004)
- Ernst Wurdak "Azmo" - basso (2004)
- Andreas "Hank" Nusko - basso (2004-2005)
- Jürgen Zintz - chitarra (2004-2005)
- Gerd Pleschgatternig - basso (2005)
- Jonas Fischer - basso (2005-2007)
- Markus Lempsch - chitarra (2005-2007), voce addizionale (2005-2007)
- Hannes Grossmann - batteria (2007-2014)
- Jeroen Paul Thesseling - basso (2007-2011) (2020-2022)
- Christian Muenzner - chitarra (2009-2015) (2020-2024)
- Johannes Rennig - chitarra (2007)
- Tom Geldschläger - chitarra, chitarra (fretless) (2014-2015)
- Linus Klausenitzer - basso (2011-2020)
- Sebastian Lanser - batteria (2014-2020)
- Rafael Trujillo - chitarra (2015-2020)

### Ex turnisti
- Matthias "Seraph" L. - batteria (2007)
- Jacob Schmidt - basso (2009-2011)
- Steve DiGiorgio - basso (2010-2011)
- Linus Klausenitzer - basso (2010-2011)
- Alex Weber – basso (2022, 2023)
- Gabe Seeber – batteria (2022, 2023)

## Discografia

### Album in studio
- 2006 - Retribution
- 2009 - Cosmogenesis
- 2011 - Omnivium
- 2016 - Akróasis
- 2018 - Diluvium
- 2021 - A Valediction
- 2025 - A Sonication

### Compilation
- 2012 – Illegimitation

### Demo
- 2003 – Illegimitation
- 2008 – Promo 2008